# Porterandia hosei
Porterandia hosei är en måreväxtart som först beskrevs av Elmer Drew Merrill, och fick sitt nu gällande namn av Zahid. Porterandia hosei ingår i släktet Porterandia och familjen måreväxter. Inga underarter finns listade i Catalogue of Life.